# Meky
Meky je deváté studiové album Miroslava Žbirky, které v roce 1997 vydalo hudební vydavatelství Polygram. Album produkoval David Koller.

## Seznam skladeb
1. „Letím tmou (za tebou)“
2. „Poďme“
3. „Jean“
4. „Nám stačí pohoda“
5. „Já na tebe dám“
6. „Rok 3000“
7. „Chcel by som“
8. „Bahamy“
9. „Neboj“
10. „Šialený kolotoč“
11. „Svet je vraj džungľa“
12. „Ty a ja“
13. „I wonder“
14. „Jasey“